# 傾角龍屬
傾角龍屬（屬名：Prenoceratops）是生存於白堊紀晚期的角龍類，屬於纖角龍科，化石於美國蒙大拿州的雙麥迪遜組被發現。傾角龍生存於坎潘階，約7430萬年前。

## 發現與種

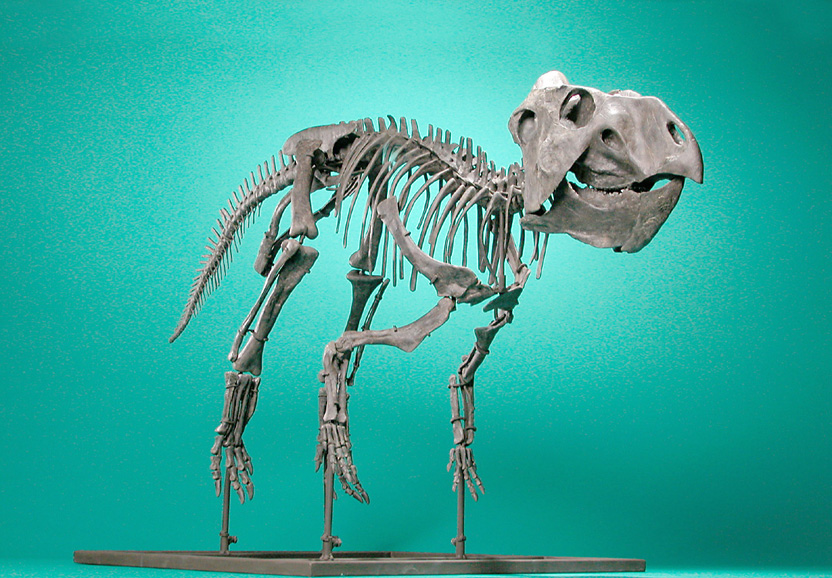
傾角龍的骨架模型

傾角龍是由Brenda J. Chinnery在2004年首次敘述，傾角龍的獨特處在於牠們是該屍骨層所發現的唯一基礎新角龍類。

## 分類
傾角龍屬於角龍亞目，角龍亞目恐龍是群植食性恐龍，擁有類似鸚鵡的喙狀嘴，生存於白堊紀的北美洲與亞洲。所有的角龍類恐龍在白堊紀末期滅絕。

## 食性
如同所有角龍類恐龍，傾角龍是植食性。在白堊紀期間，開花植物的地理範圍有限，所以傾角龍可能以當時的優勢植物為食，例如：蕨類、蘇鐵、針葉樹。牠們可能使用銳利的喙狀嘴咬下樹葉或針葉。

## 外部連結
- https://web.archive.org/web/20091207085409/http://www.thescelosaurus.com/ceratopsia.htm